# Cryptodrassus michaeli
Espèce
Cryptodrassus michaeli est une espèce d'araignées aranéomorphes de la famille des Gnaphosidae.

## Distribution
Cette espèce est endémique d'Andalousie en Espagne,. Elle se rencontre dans le parc naturel de Cabo de Gata-Níjar vers Níjar.

## Description
Le mâle holotype mesure 2,02 mm et la femelle paratype 1,48 mm.

## Systématique et taxinomie
Cette espèce a été décrite par Barrientos en 2024.

## Étymologie
Cette espèce est nommée en l'honneur de Michael J. Roberts.

## Publication originale
- Barrientos, De Mas, Gavín-Centol, Pertegal, Salazar, Fenoy, Balanzategui, Mederos, Montserrat, Barranco & Moya-Laraño, 2024 : « Arañas (Arachnida: Araneae) del Parque Natural de Cabo de Gata-Níjar (Almería, España); 2ª aportación. » Revista Ibérica de Aracnología, vol. 45, p. 27-59.